# Yancheng (Kaohsiung)
Yancheng (chiń. upr. 盐埕区 �; chiń. trad. 鹽埕區; pinyin Yánchéng qū; Wade-Giles Yen-ch’eng ch’ü) – dzielnica (chiń. 區, qū) w rejonie miejskim miasta wydzielonego Kaohsiung na Tajwanie. 
23 czerwca 2009 komitet przy Ministrze Spraw Wewnętrznych Republiki Chińskiej zarekomendował scalenie dotychczasowego powiatu Kaohsiung (chiń. trad. 高雄縣; pinyin Gāoxióng xiàn) i miasta wydzielonego Kaohsiung (chiń. trad. 高雄直轄市; pinyin Gāoxióng zhíxiáshì) w jedno miasto wydzielone. Dotychczasowe dzielnice miejskie (chiń. 區, qū), jak Yancheng, zachowały po scaleniu swój dotychczasowy status. Ustawa weszła w życie 25 grudnia 2010 roku.
Populacja dzielnicy Yancheng w 2016 roku liczyła 24 659 mieszkańców – 12 444 kobiety i 12 215 mężczyzn. Liczba gospodarstw domowych wynosiła 10 833, co oznacza, że w jednym gospodarstwie zamieszkiwało średnio 2,28 osób.

## Demografia (2011–2016)
| Rok  | Liczba ludności | Gęstość zaludnienia | Kobiety | Mężczyźni | Gospodarstwa domowe |
| ---- | --------------- | ------------------- | ------- | --------- | ------------------- |
| 2011 | 26 723          | 18 870              | 13 346  | 13 377    | 11 053              |
| 2012 | 26 222          | 18 517              | 13 140  | 13 082    | 11 022              |
| 2013 | 25 847          | 18 252              | 12 955  | 12 892    | 10 981              |
| 2014 | 25 400          | 17 936              | 12 737  | 12 663    | 10 894              |
| 2015 | 25 032          | 17 676              | 12 574  | 12 458    | 10 833              |
| 2016 | 24 659          | 17 413              | 12 444  | 12 215    | 10 833              |